# يوردانس
يوردانس مؤرخ قوطي عاش في القرن السادس الميلادي معروف بأعماله حول القبائل الجرمانية ورغم أنه لم يكن باحثا فقد كرس نفسه لكتابة التاريخ باللاتينية وأول عمل مهم له هو «عن أصل وأعمال الغيتاي» (De Origine Actibusque Getarum) ويعرف الآن باسم غيتيكا والذي اكتمل عام 551 م وكان في ذلك الوقت يعيش في أسافل نهر الدانوب داخل الأقاليم الرومانية، والعمل الذي يضع يوردانس بين المؤرخين يخلط في عنوانه بين اتلغيتاي والقوط وهم شعبان مختلفان، وهناك عمل آخر اكتمل في نفس السنة «عن ذروة الازمن وأصل وأعمال الشعب الروماني» (De Summa Temporum Vel Origine Actibusque Gentis Romanus).
غيتيكا هو عمل قيم لأنه مصدر معاصر عن القوط والهون وهو ملخص من مجلد واحد لكتاب ماغنوس أوريليوس كاسيودوروس من القرن السادس والذي يقع في 12 مجلد حيث يزعم يوردانس أنه استطاع إعادة إنتاج الملخص العام لأنه اطلع على الكتاب في 3 أيام فقط ويقول أنه أضاف مواد من كتاب يونانيين ولاتينيين لكن البداية ولكن البداية والنهاية في الكتاب من تأليفه. ورغم أن جزاء الكتاب منفصلة بشكل كبير فانع حافظ على أساطير اصل القوط في سكاندنافيا آثار هجراتهم وحروبهم حتى عهد الملك القوطي الشرقي إرماناريك في أوكرانيا.
عمله مهم أيضا لأنه يشكل مصدرا عن الهون فمصدره الرئيسي (الآن معروف فقط من شذرات من الكتاب الآخرين) هو المؤرخ اليوناني بروكوبيوس الذي سار مع الهون عام 449 م واستشهد بالنشيد الذي انشدوا في جنازة أتيلا ويربط بين معلومات كثيرة حول سقوط الإمبراطورية بعد موته.
أما كتابه عن الرومان فهو لمحة إجمالية من تاريخ العالم الذي سجل صعود روما من عهد رومولوس إلى عهد الإمبراطور البيزنطي جوستنيان.
أما أفضل كتاباته والتي تعد معيارا له هي التي نقحها تيودور مومسن والتي تسمى «آثار التاريخ الروماني» (Monumenta Germaniae Historica) وتحتوي على تقديم ممتاز ليوردانس وشخصيات أعماله والمخطوطات التي بقيت منها.

## روابط خارجية
- يوردانس على موقع الموسوعة البريطانية (الإنجليزية)